# Reklozer
Reklozer (ang. recloser) – samoczynny wyłącznik stosowany w napowietrznych sieciach elektroenergetycznych średniego napięcia (SN). Określenie samoczynny wynika z faktu, że może wyłączać uszkodzony odcinek linii SN bez udziału dyspozytora. Ma tę przewagę nad rozłącznikiem, że wyłącza prądy zwarciowe i może wykonać  samodzielnie  wielokrotny cykl samoczynnego ponownego załączania (SPZ). Cecha ta została podkreślona w angielskiej nazwie wyłącznika – recloser, która w spolszczonej pisowni – reklozer staje się powszechna.

## Funkcje i korzyści
Linie napowietrzne średniego napięcia (SN) pracują głównie w układzie promieniowo-odbiorczym. Są długimi ciągami zasilającymi odbiorców. Przebiegają w różnym terenie. W sposób naturalny są narażone na uszkodzenia spowodowane działaniami czynników zewnętrznych (gałęzie, drzewa, wiatr, ptaki, oblodzenie, szadź, wyładowania atmosferyczne). W klasycznym układzie linii elektroenergetycznej na skutek awarii dowolnego z jej elementów następuje wyłączenie zasilania w GPZ (Głównym Punkcie Zasilania). W tym momencie wszyscy odbiorcy podłączeni do linii nie mają zasilania. 
W przypadku zainstalowania w linii reklozera (reklozerów) w momencie wystąpienia awarii zostaje automatycznie zidentyfikowane miejsce i rodzaj awarii. Jeśli zwarcie ma charakter trwały następuje odłączenie tylko określonego fragmentu sieci. Odbiorcy energii poza tym obszarem nie zauważają wystąpienia awarii.
Reklozer w sieci pełni ponadto funkcje:
- łącznika wykorzystywanego do zdalnej rekonfiguracji sieci,
- układu automatyki realizującego cykle SPZ i przywracającego zasilanie na nieuszkodzonych odcinkach sieci,
- miernika parametrów elektrycznych sieci,
- układu rejestracji zdarzeń i przebiegu zakłóceń.

Umieszczenie reklozera w sieci jest równoznaczne z powtórzeniem właściwości pola liniowego rozdzielni SN głęboko w sieci, zawierającego wyłącznik próżniowy, układ pomiaru parametrów sieci, w pełni konfigurowalny  układ automatyki zabezpieczeniowej zdolnej do wykonywania wielokrotnego szybkiego SPZ, układ gwarantowanego zasilania oraz układ współpracujący z elementami telesterowania i telesygnalizacji.

## Stosowanie w Polsce i na świecie
W sieciach elektroenergetycznych, zwłaszcza za granicą, reklozery (łączniki do wielokrotnego SPZ) są powszechnie stosowane od wielu lat. W ostatnich latach, również w Polsce, w celu poprawienia warunków ruchowych sieci i skrócenia przerw w pracy wprowadza się reklozery sterowane zdalnie, drogą radiową. 
Aktualnie największym producentem reklozerów na świecie jest obecna na wszystkich kontynentach również w Europie i Polsce Grupa Przemysłowa Tavrida Electric, produkująca ponad  9000 reklozerów rocznie.
W Polsce producentem automatycznych reklozerów jest firma ZPUE.